# Cầu lông tại Đại hội Thể thao châu Á 1970
Cầu lông được tổ chức lần thứ ba tại Đại hội Thể thao châu Á lần 6 vào năm 1970 tại Bangkok.

## Huy chương giành được
| Nội dung    | Vàng                                                                  | Bạc                               | Đồng                                    |
| ----------- | --------------------------------------------------------------------- | --------------------------------- | --------------------------------------- |
| Đơn nam     | Punch Gunalan                                                         | Muljadi                           | Ippei Kojima                            |
| Đơn nam     | Punch Gunalan                                                         | Muljadi                           | Sangob Rattanusorn                      |
| Đơn nữ      | Hiroe Yuki                                                            | Thongkam Kingmanee                | Minarni Sudaryanto                      |
| Đơn nữ      | Hiroe Yuki                                                            | Thongkam Kingmanee                | Sylvia Ng                               |
| Đôi nam     | Gunalan Panchacharam Ng Boon Bee                                      | Junji Honma Shōichi Toganoo       | Rudy Hartono Indra Gunawan              |
| Đôi nam     | Gunalan Panchacharam Ng Boon Bee                                      | Junji Honma Shōichi Toganoo       | Pornchai Sakuntaniyom Chavalert Chumkum |
| Đôi nữ      | Machiko Aizawa Etsuko Takenaka                                        | Nurhaena Nurhaena Retno Koestijah | Rosalind Singha Ang Teoh Siew Yong      |
| Đôi nữ      | Machiko Aizawa Etsuko Takenaka                                        | Nurhaena Nurhaena Retno Koestijah | Sumol Chanklum Pachara Pattabongs       |
| Đội hỗn hợp | Sylvia Ng Ng Boon Bee                                                 | Bandid Jaiyen Pachara Pattabongs  | Rudy Hartono Minarni                    |
| Đội hỗn hợp | Sylvia Ng Ng Boon Bee                                                 | Bandid Jaiyen Pachara Pattabongs  | Ippei Kojima Etsuko Takenaka            |
| Đội nam     | Indonesia                                                             | Thái Lan                          | Nhật Bản                                |
| Đội nam     | Indonesia                                                             | Thái Lan                          | Malaysia                                |
| Đội nữ      | Nhật Bản (Hiroe Yuki, Machiko Aizawa, Etsuko Takenaka, Mariko Nishio) | Thái Lan                          | Indonesia                               |
| Đội nữ      | Nhật Bản (Hiroe Yuki, Machiko Aizawa, Etsuko Takenaka, Mariko Nishio) | Thái Lan                          | Hàn Quốc                                |

## Bảng huy chương
| 1 | Nhật Bản  | 3 | 1 | 3 | 7 |
| 2 | Malaysia  | 3 | - | 3 | 6 |
| 3 | Indonesia | 1 | 2 | 4 | 7 |
| 4 | Thái Lan  | - | 4 | 3 | 7 |
| 5 | Hàn Quốc  | - | - | 1 | 1 |